# 1945年八路军编制序列
1945年八路军编制序列，为列举1945年夏国民革命军第八路军的编制序列。
根据国共两党达成的协议，1937年8月，中国工农红军主力改编为国民革命军第八路军，简称八路军，团结抗日。该部队仍归属中共中央军事委员会直接领导与指挥。同年9月11日，按照全国抗一的战斗序列，又称为第18集团军，总司令为朱德，副总司令为彭德怀。但对内仍称八路军，直到1947年初，中共中央军委才正式将八路军部队改编为中国人民解放军。
八路军自建制以来逐步进行扩编，至1945年夏，其下属已经包括山东军区、晋察冀军区、晋冀鲁豫军区、陕甘宁晋绥联防军、晋绥军区、八路军独立第1游击支队、八路军独立第2游击支队、八路军独立第3游击支队、河南军区、抗日军政大学等。总兵力为1,028,893人。

## 背景

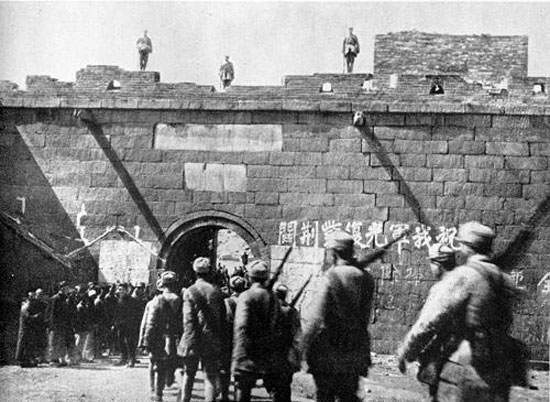
1944年，八路军再次光复长城紫荆关

1941年底，由于美国加入第二次世界大战，日军在太平洋战场与美军进行交战。1943年10月中共中央决定第129师与八路军前方总部合并（保留一二九师番号）；中共太行分局合并于北方局，129师政委邓小平任北方局代理书记（原北方局书记杨尚昆于1941年返回延安，此前由彭德怀代理北方局书记），主持八路军前方总部工作。1944年起，日军在中国战场上逐渐采取守势，此时八路军则开始由游击战向运动战的转变，并转入局部反攻中。由于纳粹德国投降，八路军在1945年亦开展了局部攻坚战，其中包括占领察哈尔省省会张家口等，此外亦有20余座县城被攻占。八路军此时亦通过扩大影响力，使得各根据地进行合并整合。1945年侵华日军宣布无条件投降後，八路军与国军陸續发生军事冲突。直至内战全面爆发后，八路军整编为中国人民解放军。

## 总部
- 总指挥：朱德、副总司令：彭德怀（1943年9月回延安）
- 军委参谋长兼第十八集团军参谋长叶剑英、副参谋长王世英、八路军副参谋长兼前总参谋长滕代远（1942年8月25日继任）、前总副参谋长杨立三（1943年10月-）
- 军委总政治部主任兼第十八集团军政治部主任王稼祥、野战政治部主任罗瑞卿（1944年初回延安）、野战政治部副主任张际春(1943年9月北方局宣传部长调任）
- 朱德警卫团（1945年4月，由总部特务团和警卫营合编而成）：团长钟明峰、政治委员陈志彬、参谋长徐小达、政治处主任邓家辉

### 司令部
- 秘书长
- 机要科
- 参谋处
- 情报处 李先民

### 抗日军政大学
- 抗日军政大学总校：校长徐向前、政治委员兼政治部主任李井泉、副校长兼教育长何长工、政治部主任徐文烈
  - 抗日军政大学第7分校：校长彭绍辉、教育长唐子安、政治部主任杨尚高
    - 第1大队：大队长何辉燕、政治委员张世良、副大队长肖显旺
    - 第2大队：大队长何远平、政治委员匡唐伟、副大队长黄荣忠

  - 医科大学：校长王斌、副校长史书翰

## 山东军区

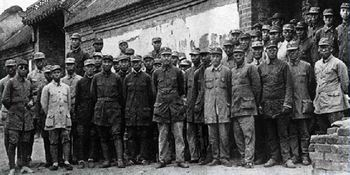
1944年6月至9月，参加山东军区军事工作会议全体合影，一排右一为罗荣桓

1944年，山东军区与115师合并。1945年8月11日，山东分局和山东军区于召开联席会议，重新部署部队整编、城市接管、动员参军、支援前线和维持后方治安等项工作。山东军区根据集总指示，将各军区的主力部队与基干部队编成山东解放军，辖8个野战师、12个警备旅。至9月初，连同地方武装共27万余人。师长兼政治委员罗荣桓，副政治委员黎玉，政治部主任萧华。
- 司令部
  - 参谋处：处长李作鹏
  - 作战科
  - 侦察科
  - 通信科：科长周涌
  - 机要科：科长苏蕴山
  - 管理科：科长邱国光
  - 情报处
- 政治部：秘书长苏孝顺
  - 组织部：部长谢有法
  - 宣传部：部长陈沂
  - 保卫部：部长苏孝顺（兼）
  - 敌工部：部长张梓桢
  - 人武部：部长朱则民
- 后勤部：部长吕麟，政治委员何敬之
- 卫生部：部长黄农，政治委员谷广善

### 第一师

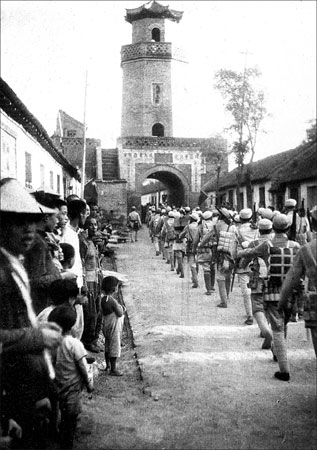
1945年7月下旬，八路军山东军区部队攻占山东诸城

- 第一师：原滨海军区第一军分区机关及军区部队。师长梁兴初，政治委员梁必业，参谋长李梓斌，政治部主任刘西元。
  - 第一团，原滨海第六团，团长唐青山，政治委员吴岱；
  - 第二团，原滨海第十三团，团长江拥辉，政治委员高先贵；
  - 第三团，原滨海独立第三团，原系山东纵队第二旅第六团，曾称莒中独立团、独立第三团，团长刘善福，政治委员钟生栋。

### 第二师
- 第二师：原滨海军区第二军分区机关及军区部队。师长罗华生，政治委员刘兴元，参谋长贺东生，政治部主任王树君。
  - 第四团，原滨海第四团，团长杨大易，政治委员杨廷昌，参谋长贺东生，政治部主任王树君；
  - 第五团，原滨海第二十三团，团长叶健民，政治委员黎新民，副团长翟占魁，参谋长曾玉辉；
  - 第六团，原海陵独立团，团长江潮，政治委员李振邦，副团长卢从振，参谋长陈希孔。

### 第三师
- 第三师：原鲁中军区部队。师长王建安，政治委员周赤萍，副师长胡奇才，参谋长李福泽，政治部主任王文轩。
  - 第七团，原鲁中第一团，团长钟本才，政治委员李改，副团长郭家洛，参谋长宋伟；
  - 第八团，原鲁中第二团，团长陈奇，副团长叶荫庭，参谋长温士友、叶荫庭，政治委员胡寅；
  - 第九团，原特务营、边防独立营、蒙阴独立营，团长汤景仲、岳峻，政治委员苟在松，副团长陈绍安，参谋长彭玉龙。

### 第四师
- 第四师：原鲁中军区部队。师长廖容标、孙继先，政治委员王一平，副师长、参谋长周长胜，政治部主任欧阳平。
  - 第十团，原鲁中第四团，团长高文然，政治委员曹普南；
  - 第十一团，原鲁中第十团，团长翟明仁，政治委员张俄，参谋长王恒三；
  - 第十二团，原鲁中第十一团，团长方明胜，政治委员张健。

### 第五师
- 第五师：原胶东军区部队。师长吴克华，政治委员彭嘉庆，参谋长肖镜海、卜才，政治部主任刘浩天。
  - 第十三团，原胶东第十三团，团长夏侯苏民，政治委员车学藻，参谋长张慕韩，政治处主任孙同；
  - 第十四团，原胶东第十六团，团长杜永海，政治委员王伟之，副团长寇奎甫；
  - 第十五团，原东海独立第一团，副团长李洪茂，政治处主任郝亮。

### 第六师

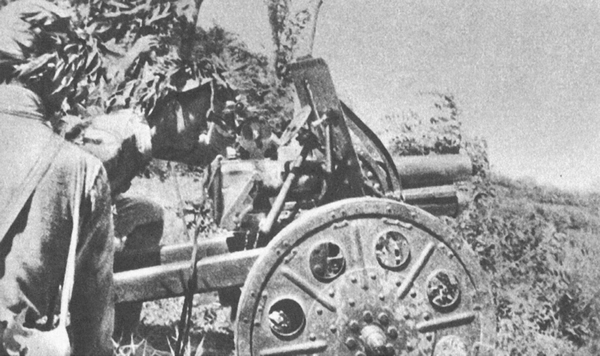
1945年9月11日，八路军山东部队光复临沂，图为临沂八路军炮兵阵地

- 第六师：原胶东军区部队。师长聂凤智，政治委员李丙令，副师长、参谋长蔡正国，政治部主任李冠元。
  - 第十六团，原胶东第十四团，团长江燮元，政治委员田野，参谋长彭辉；
  - 第十七团，原西海独立团；
  - 第十八团，原中海独立团，团长官峻亭，政治委员姜子宽。

### 第七师
- 第七师：原渤海军区部队。师长杨国夫，政治委员周贯五，副师长龙书金，参谋长阎捷三，政治部主任徐斌洲。
  - 第十九团，原渤海直属团，团长郑大林，政治委员孙正；
  - 第二十团，原渤海第四军分区直属第一营、博兴独立营及沾化地方武装，团长陈乙斋，政治委员李雪炎；
  - 第二十一团，原渤海第二军分区3个独立大队，团长赖金池，政治委员王洪模。

### 第八师
- 第八师：原鲁南军区部队。师长、政治委员王麓水，副师长何以祥，政治部主任曾明桃、丁秋生，参谋主任马冠三。
  - 第二十二团，原鲁南第三团，团长王吉文，政治委员陈德先，参谋长毕庆堂，政治处主任符竹铭；
  - 第二十三团，原鲁南第五团，团长陈士法，政治委员王六生，参谋长李仲杰，政治处主任王良恩；
  - 第二十四团，原鲁南独立大队、铁道大队、微山湖第一大队合编，团长贾耀祥，政治委员李荆山，参谋长李克，政治处主任杨广立。

### 鲁中军区

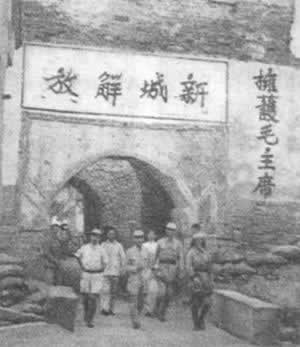
1945年8月31日，山东军区八路军光复山东新泰县城

- 鲁中军区：司令员王建安、政治委员罗舜初、副司令员邝任农、政治部主任李培南、副主任王一平
  - 第1军分区：司令员钱钧、政治委员林乎加、副政治委员李伯秋参谋处长刘国柱
  - 第2军分区：司令员吴瑞林、政治委员王涛、副司令员封振武、副政治委员孔繁彬、政治部主任孔繁彬（兼）、参谋主任王全珍
  - 第3军分区：司令员胡奇才、政治委员刘莱夫、副司令员单洪、政治部主任张开云
  - 第4军分区：司令员孙继先、政治委员霍士廉、副政治委员李耀文、参谋长张耀辉
  - 第5军分区：司令员陈奇

### 鲁南军区
- 鲁南军区：司令员张光中、政治委员王麓水、副司令员万春圃、政治部主任丁秋生、参谋处长来光祖
  - 第1军分区（兼第3团），司令员贺健、政治委员杨士法、副政治委员刘春、参谋长蔺毅
  - 第2军分区：司令员张雄、政治委员张雄（兼）、参谋长阎超
  - 第3军分区：司令员胡大荣、副司令员王献庭、副政治委员李青、参谋长陈士发
  - 独立支队、政治委员张洪仪

### 滨海军区
- 滨海军区：司令员陈士渠、政治委员唐亮、副司令员万毅、政治部主任赖可可、参谋处长张仁初
  - 第1军分区：司令员黎有章、政治委员王众音、副司令员侯世奎
  - 第2军分区：司令员覃士冕、政治委员谷牧、参谋长严似海
  - 第3军分区：司令员赵杰、政治委员田海山副、政治委员王建青、政治部主任黄玉昆
  - 独立第1团：团长迟耀东、政治委员于应龙、副团长陈树云
  - 滨海支队支队长万毅（兼）、政治委员王维平、副支队长彭景文、参谋长管松涛、政治部主任王维平（兼）、副参谋长阎普
  - 第1团：团长彭景文（兼）、政治委员张翼、副团长刘华
  - 第2团：团长管松涛（兼）、张致善（后）、副团长翟仲高
  - 第3团：团长阎普（兼）、副团长程书林

### 胶东军区

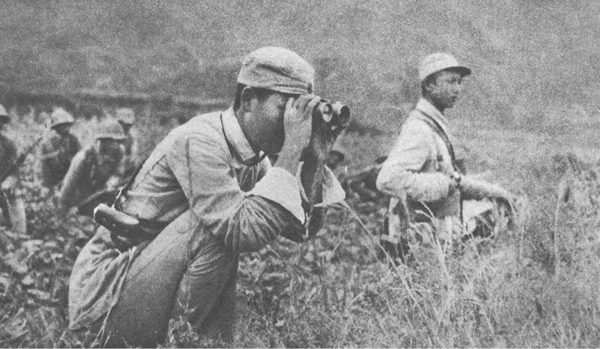
1945年8月，八路军胶东部队向胶济路东段进军。8月17日光复威海卫，图为在威海卫的胶东部队指挥所

- 胶东军区：司令员：许世友、政治委员林浩、副司令员袁仲贤、参谋长袁仲贤（兼）、政治部主任彭嘉庆、副主任欧阳文、参谋处长黄经深
  - 东海军分区：司令员刘涌、政治委员仲曦东、副司令员于得水、参谋长张怀忠、政治部主任张少虹
    - 独立第1团：副团长李洪茂、参谋长郑珊、政治处主任郝亮
    - 独立第2团：副团长王旭、副政治委员常前尧、参谋长陈桂林

  - 北海军分区：司令员孙端夫、政治委员刘仲华副、政治委员张英勃、参谋长刘云鹏
    - 独立第1团：团长王奎先、参谋长赵凤梧、政治处主任王大伟
    - 独立第2团：团长鞠文义、政治委员李道之、参谋长茹夫一（代）

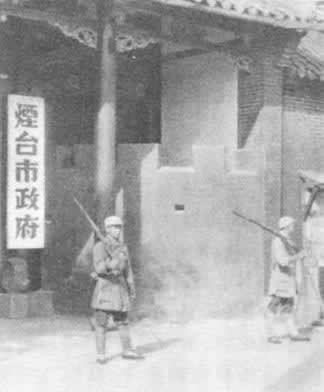
1945年8月24日，胶东军区八路军光复山东烟台市

- - 西海军分区：司令员陈华堂、政治委员吕明仁（代）、副政治委员李华、参谋长毕永之、政治部主任邓龙翔
    - 独立第1团：团长周光、副政治委员倪绍九、参谋长张东林
    - 独立第2团：副团长秦云、副政治委员赵强、参谋长徐之彬、政治处主任杨家华

  - 南海军分区：司令员贾若瑜、政治委员廖海光、参谋长杨介人、政治部副主任朱开印
    - 独立第1团：副团长盖仲民、副政治委员陶荣、参谋长田世荣
    - 独立第2团

  - 中海军分区
    - 独立第1团：团长官峻亭、政治委员姜子宽、参谋长彭辉、政治处主任姜子宽
    - 军区特务团：团长巫金锋、政治委员丁超（代）、副团长钟光国、参谋长程涛
    - 军区教导团：团长裴宗澄、政治委员严政、参谋长林月樵、政治处主任周树
    - 海防支队：支队长郑道济、政治委员欧阳文、政治处主任李伟

### 渤海军区
- 渤海军区：司令员杨国夫、政治委员景晓村、副司令员袁也烈、副政治委员刘其人、政治部主任周贯五
  - 第1军分区：司令员傅继泽、政治委员李广文、副司令员仉洪印、副政治委员李雪炎、参谋长辛易之
  - 第2军分区：司令员刘贤权、政治委员曾旭清
  - 第3军分区：司令员许云轩、政治委员李曼村、政治部主任克明
    - 基干团：团长毛会义、政治委员克明

  - 第4军分区：司令员王兆相、政治委员徐斌洲、副司令员程绪润、参谋处长胡兰芝
  - 第5军分区：司令员赵寄舟、政治委员岳拙元、副司令员石潇江、副政治委员苏杰
    - 基干团：团长孙继先

### 军区警备旅
- 警备第1旅：旅长石潇江（兼）

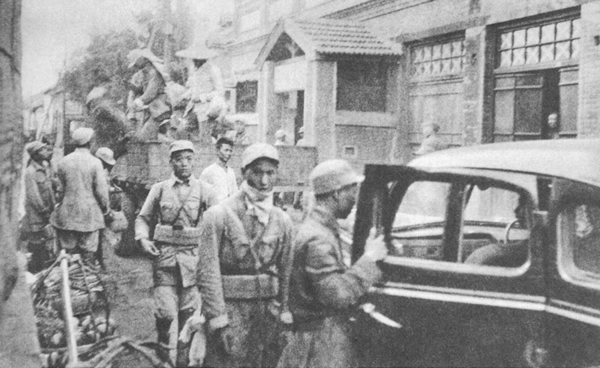
1945年8月28日，鲁中部队在渤海部队配合下，光复山东工业重镇周村，图为八路军乘车通过周村

  - 第1团：团长叶声、政治委员熊飞、参谋长刘志远
  - 第2团：团长柯邦坤、参谋长巫景权
- 警备第2旅：旅长吴瑞林、政治委员孔繁彬
  - 第3团：团长陈宏、政治委员董超
  - 第4团：团长魏振华、副团长董其少
- 警备第3旅：旅长胡奇才
  - 第5团：团长戴文贤、政治委员刘振华、参谋长王瑞本
  - 第6团：团长郑志士、政治委员张海棠、参谋长陈复兴
- 警备第4旅：旅长刘涌
- 警备第5旅：旅长贾若瑜、政治委员刘浩天（代）、参谋长卜才
- 警备第6旅:旅长刘贤权、政治委员陈德、副旅长郑大林
- 警备第7旅旅长赵寄舟、政治委员李曼村、副旅长许云轩、政治部主任丁士采
  - 第13团：团长杨信、政治委员克明、参谋长张永忠、政治处主任郑仲哲
  - 第14团：团长宫愚公（代）、政治委员王效禹、参谋长【罗平】、政治处主任孙乐洵
- 警备第8旅：旅长贺健、政治委员杨士法、副政治委员刘春、副参谋长蔺毅
  - 第15团：团长贺健（兼）、政治委员杨士法（兼）、副政治委员刘春（兼）
  - 第16团：团长董鸣春、政治委员万恩甫、参谋长陈岩
- 警备第9旅：旅长胡大荣、副旅长王献庭、副政治委员李青、参谋长陈士发
  - 第17团：团长杨香斋、政治委员曾文彬、副团长王福堂
  - 第18团：团长胡大勋、政治委员童邱龙、参谋长曹富贵、政治处主任张烈曙
- 警备第10旅：旅长赵杰
  - 第19团：团长王明礼（代）、政治委员牟景途、副政治委员邱正良、政治处主任李明刚
  - 第20团：团长朱开智、政治委员赵昭、副政治委员李文一、参谋长薛和
- 警备第11旅：旅长覃士冕
  - 第21团：团长郭廷万、政治委员晏成山、副团长袁光泉、政治处主任张继瑛
  - 第22团：团长钟贤文、政治委员袁洪辉

### 军区独立旅

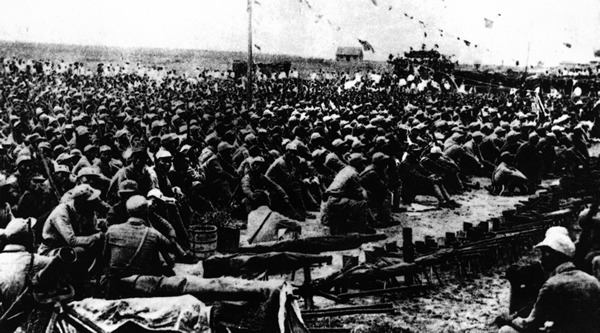
1945年，山东军区渤海部队光复利津县城后，举行祝捷大会

- 独立第1旅：旅长王道、参谋长赵凌实、政治部主任郭卓辛
  - 第1团：副团长张耕民
  - 第2团：团长孙亮东
- 独立第2旅：旅长莫正民、副旅长陈笏卿、参谋长马骥、政治部主任王东年、副主任谷鸿声
  - 第4团：团长王介千、副团长郑润山、参谋长王明、政治处主任覃守贵
  - 第5团：团长刘明权、副团长张挺勋、参谋长胡光实、政治处主任籍瑞三
  - 第6团：团长马永年、参谋长王爱中、政治处主任刘建邦
- 独立第3旅：旅长张希贤、参谋长张建斋、政治部主任王崇礼
  - 第7团：团长王俊周、政治处主任王天才
  - 第8团：团长王欣亭、副团长李道志、政治处主任杨永名
- 独立第4旅：旅长韩寿臣、参谋长韩顾三、政治部主任王芳
  - 第10团：团长韩剑午、副团长陈相林、参谋长杨子廉、政治处主任沈源
  - 第11团：团长张黎之、副团长孙镇、参谋长王魁权、政治处主任张文庄

## 晋绥军区

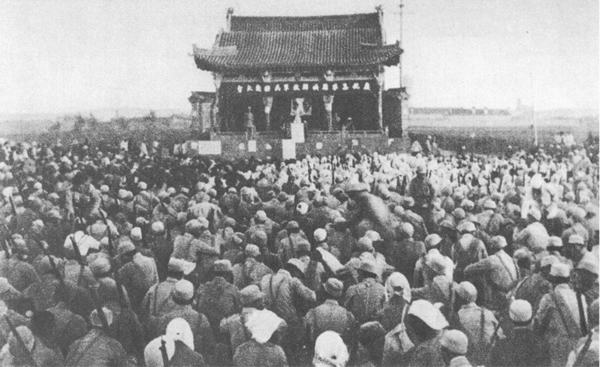
1945年8月20日，八路军晋绥部队解放绥远东部的集宁。图为集宁民众与八路军举行联欢大会

晋绥军区：司令员吕正操、贺龙（后），政治委员林枫、李井泉（后），副司令员续范亭、周士第，参谋长陈漫远，政治部主任张平化，后勤部部长陈希云。
- 军区教导团：团长李夫克、政治处主任钟师统
- 军区直属第32团：团长李化民、政治委员邓东哲
- 河防司令部：司令员向黑缨
- 神府支队：支队长刘籍甫、政治委员刘北垣、副支队长贾兰芝副、政治委员郝子标

### 吕梁军区
- 吕梁军区（1945年9月组成）：司令员兼政治委员张宗逊、副政治委员罗贵波、解学恭、参谋长解方、政治部主任罗贵波、副主任何辉
  - 第3军分区：司令员陈刚、政治委员秦立声、副政治委员李梦龄、政治部主任贺翼章、副参谋长刘子仪
    - 临县支队：支队长朱致平、政治委员朱致平（兼）

  - 第4军分区：司令员杨秀山、政治委员刘文珍、副司令员张新华、参谋长谷志标、政治部主任颜龙茂
    - 离石支队：支队长朱玉庭、政治委员高诗德、政治处主任马文东
    - 第5支队：支队长王文礼、政治委员李恽和

  - 第7军分区：司令员兼政治委员马佩勋、政治部主任陈远波
    - 洪赵支队：支队长李述应、政治委员吴鉴群

  - 第8军分区：司令员王长江、政治委员甘一飞、参谋长杨文安、政治部主任曹光琳
    - 第1支队：支队长林子元、政治委员赵均一、参谋长原金丰、政治处主任赵信林
    - 第2支队：支队长林海清、政治委员孙继铮
    - 第6支队：支队长张献奎、政治委员陈玉发
    - 第18支队：支队长张久德

### 雁门军区
- 雁门军区（1945年9月组成）：司令员许光达、政治委员朱明、副司令员孙超群、政治部主任王定一
  - 第2军分区：司令员李文清、政治委员刘华香、政治部主任田麟勋、副参谋长陈阳春
    - 神府第5支队：支队长李加夫、政治委员王展、副支队长李伐东、政治处主任崔明山
    - 朔平支队：支队长梁子俊、政治委员戴金川

  - 第5军分区：司令员王赤军、政治委员李登瀛、副司令员范忠祥、参谋长周智高、政治部副主任沈新发
    - 骑兵大队大队长王荣福
    - 清河支队：支队长周子高

  - 第6军分区：司令员孙超群、副政治委员龙福才、参谋长王兰麟、政治部主任王立声
    - 第19团：团长钟志明、政治委员谢才先
    - 第20团：团长龙福才（兼）
    - 第35团：团长黄新义、政治委员罗斌

  - 第11军分区：司令员黄立清、政治委员张毅忱、副政治委员袁光、参谋长曾征、政治部主任袁光（兼）、副主任李兰芳
    - 第3支队：支队长高学贵

### 绥蒙军区
- 绥蒙军区（1945年9月组成）：司令员姚喆、政治委员高克林、副政治委员张达志、参谋长邓家泰、政治部主任饶兴
  - 骑兵旅旅长康健民、政治委员李佐玉、参谋长王智、政治部主任王弼臣
    - 第1团：团长朱秉才、政治委员张治珍、政治处主任王星昌
    - 第2团：团长黄厚、政治委员赖万生、副团长余有清、政治处主任薛志明
    - 第3团：团长姜文华、副团长汪贤才、政治处主任包盛标

  - 第9团：团长胡定发、政治委员白炳勋、参谋长罗天泽、政治处主任杨镇高
  - 第27团：团长兴中、政治委员钟生溢、副团长韩双亭副、参谋长仇太兴
  - 偏清支队：支队长罗成章、政治委员王坚、副政治委员陈寿华、副参谋长梁子俊

### 晋绥野战军
- 司令员贺龙，政治委员李井泉，副司令员张宗逊，参谋长陈漫远，参谋长张经武，政治部主任甘泗淇、副主任冼恒汉。

#### 第358旅
- 第358旅：旅长黄新廷、政治委员余秋里、政治部主任余秋里（兼）
  - 第8团：团长唐金龙、政治委员梁仁芥、参谋长廖述云、政治部主任曾光明
  - 第715团：团长罗坤山、政治委员曾祥煌、参谋长鲁赤诚、政治部主任吴融峰
  - 第716团：团长张树芝、政治委员颜金生、参谋长张捷九、政治部主任陈浩

#### 独立第1旅
- 独立第1旅：旅长王尚荣、政治委员朱辉照、副旅长傅传作、参谋长贾陶、李书茂（后）、政治部主任杨琪良
  - 第2团：团长傅传作（兼）杨一中（后）、政治委员罗洪标副、政治委员袁意奋、参谋长彭济民
  - 第714团：团长肖显旺李光汉（后）、政治委员刘月生、参谋长马哲武

#### 独立第2旅
- 独立第2旅：旅长许光达、政治委员孙志远、副旅长唐金龙、副政治委员罗志敏、参谋长李硕、廖述云（后）、政治部主任李健良
  - 第21团：团长张新华、副团长黄新武、政治部主任侯承章
  - 第36团：团长杨文安、张开基（后）、政治委员严尚林、参谋长柴枫、政治部主任黄家文

#### 独立第3旅
- 独立第3旅：旅长杨嘉瑞、政治委员金如柏、参谋长樊哲祥、政治部主任贺翼章
  - 特务团：团长朱声达、政治委员朱民亲
  - 第17团：团长刘鸿友、政治委员孙洪志、副团长刘子仪、参谋长刘致善、政治部主任耿翼周

#### 独立第4旅
- 独立第4旅（1945年11月组成）：旅长顿星云、政治委员杨秀山、政治部主任何辉副、参谋长马森
  - 第11团：团长林海清、政治委员孙继铮、副团长蒋玉和、副政治委员张凤飞、参谋长刘斯起
  - 第13团：团长王文礼、政治委员曾光明、副政治委员李恽和、参谋长苏洪道、政治部主任李恽和（兼）
  - 第14团：团长李述应、政治委员吴鉴群、副政治委员彭胜希、参谋长李涛、政治部主任彭胜希（兼）

## 晋冀鲁豫军区

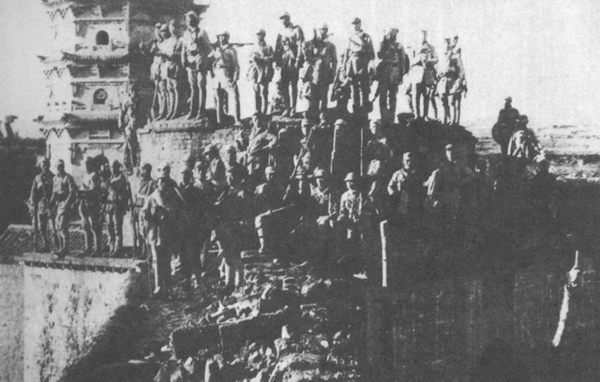
1945年8月起，八路军晋冀鲁豫军区部队向当地的日伪军发起反攻，图为八路军攻克晋东南的武乡县城

1943年10月6日，中共中央决定将129师师部并入八路军总部，仍保留第129师番号。太行、太岳、冀南军区直属八路军总部领导。1945年8月20日，中央军委决定成立晋冀鲁豫军区，下辖太行、太岳、冀南、冀鲁豫军区。司令员刘伯承、张际春，政治委员邓小平、参谋长李达、副司令员滕代远、政治部主任张际春（兼）、王宏坤，副主任王新亭、副政治委员薄一波。
- 司令部
  - 机要室：主任林桂森、副主任陈思诚
  - 第1科：科长许凤梧
  - 第2科：科长任光远、副科长李汉斌
  - 第3科：科长冯光
  - 第4科：科长贾文义

- 参谋处：处长梁军、副处长郝汀
- 训练科：科长田牧
- 情报处：处长赵增益、副处长柴军武
  - 第1科：科长席一、副科长李文彬
  - 第2科：科长任浩若、副科长黄振基
  - 第3科：科长张峰

- 军政处：处长杨国宇、副处长杨恬
  - 队务科：副科长廖家岷
  - 干部科：副科长祝永茂
  - 军械科：科长卫垒

- 直属指挥科：科长阎景祜
- 直属供给科：科长卫庆元
- 直属卫生科：科长韩焯然

- 管理科：科长许文华
- 交际处：处长李新农、副处长连以农

- 第2分局：局长李永悌、协理员张敏生
  - 第1科：科长秘光森
  - 第3科：副科长刘志
  - 第4科：科长任惠先、副科长田家墉
- 第3分局：政治委员林伟、副局长张有年

- 通信学校：副校长梁骥、副政治委员贺伯升
  - 第1处：处长叶云章
    - 第1科：副科长毛乃文
    - 第2科：科长韩黎

  - 第2处：处长陈开第
    - 第1科：科长梁其舟

  - 第3处：处长王士光
    - 第1科：科长熊远绪
    - 第2科：副科长钱文集

- 秘书科：科长马然
- 总务科：科长赵怀琴、副科长桑静轩

- 政治处：主任孙明远
- 政治部：
  - 组织部：部长张南生
  - 干部科：科长夏屏西
  - 组织科：科长白冰、副科长王峰
  - 宣传部：部长任白戈、副部长陈裴琴
  - 宣传科：副科长刘备耕
  - 教育科：副科长冉虹

- 保卫部：部长卜盛光、副部长刘秉琳
  - 第1科：科长张若千
  - 第2科：科长李广祥、副科长乔献捷
- 敌工部：部长张香山
  - 敌工科：科长刘国琳

- 民运生产部：部长穰明德、副部长宋正和
- 实业试验场：主任宋正和（兼）
  - 民运科：科长马融
  - 社会科：科长刘复之
  - 文艺科：科长吕班、副科长艾炎、陈乔
  - 文艺工作团：团长裴东篱
  - 秘书处：处长徐芳霆
  - 秘书科：副科长王泽成
  - 总务科：科长王文、副科长柳英
  - 直属工作科：科长唐际盘
  - 直属第1政治处：主任唐济盘、副主任张之轩

- 后勤部：部长兼政治委员周文龙、副部长周玉成
  - 军械保管科：科长王长海、副科长陈广信
  - 汽车保管科：副科长贺荣宗
  - 管理科：科长彭世才、副科长姚锋
    - 兵站第1办事处：处长徐松涛、政治委员杨景星、副处长宋正左
    - 兵站第2办事处：政治委员廖德贵、副处长魏锦国

- 供给部：部长周玉成、政治委员余述生、副部长李发南
  - 财政处：副处长黄同
  - 财粮科：科长李守仁、副科长叶荫浓
  - 审计科：科长苗介声、副科长王温如
  - 出纳科：科长江金镛、副科长李保生
  - 军实处：处长贺光华、副处长李绍孟、丁得水
  - 被服科：科长李作彬
  - 材料科：科长杨臣夫、事务主任张仁丰
  - 管理科：主任蒋秀岩、副科长林树良
  - 供给科：科长王昆池、副科长戴明珍
  - 供给学校：教务主任向行
    - 第1采办所：主任王琏、副主任王仕怀
    - 第2采办所：主任邓运兴、副主任邓德海

  - 皮革厂：厂长高日升、副厂长胡广钦
    - 第1被服厂：厂长张绍祖、副厂长郑甫淦
    - 冀南被服厂：副厂长霍子耕
    - 邢台被服厂：副厂长李松南

- 卫生部：部长钱信忠、政治委员钱信忠（兼）、第一副部队长鲁子俊、第二副部长何穆、副政治委员马琮璜、政治部主任马琮璜、卫生主任周洪生
  - 国际和平医院：院长何穆（兼）
  - 医政处：处长周洪生（兼）、副处长任搏九
  - 医政科：科长蔡步云、副科长李景元
  - 卫生教育科：科长饶积行
  - 材料处：副处长张治生
  - 材料科：科长苏道理、副科长晏朝富、采购主任王瑞祥
  - 巡回医疗队：队长潘阳泰、副队长陈继周
  - 供给科：科长史大鹏、副科长闻扶华
  - 管理科：副科长张骞
  - 第1野战医院：院长欧启旭
  - 第2野战医院：院长刘余轩
  - 卫生学校：副校长刘和一
  - 管理科：科长王明益
  - 材料厂：厂长韩刚、副厂长宣心愚、厂务科长阎安邦
  - 警卫团：副团长孟永福

- 军工部：部长刘鹏、政治委员赖际发
  - 军政大学：副校长徐深吉、教育长赵再生、政治部主任李克如、副主任郭奇、供给部长许炳臣、卫生部长张同人、训练处长孟警宇
    - 第1大队：大队长高希林、政治委员张雨霖
    - 第2大队：大队长邢文彪、政治委员王一平
    - 第3大队：大队长刘俊杰、政治委员陶琦
    - 第4大队：大队长夏演超、副大队长张革

- 第17师：师长刘复振、政治委员刘威诚、副师长梁励生、参谋长李慕愚、参议周仲英、政治部主任张西鼎、副参谋长尤继贤、参谋主任何振宣、军政处长崔秉昆、供给部长别银堂、副部长张爱冬、卫生部长王佩礼
  - 第49团：团长雷展如、政治委员刘侠僧、副团长郝世英、参谋长李东林、政治处主任芦俊峰
  - 第50团：团长陈喜谋、政治委员朱曼青（代）、副团长刘汝和、参谋长陈光舜、政治处主任秦风
  - 第51团：团长陈居华、副政治委员徐文斌、参谋长张进修、崔秉昆（后）

### 冀鲁豫军区

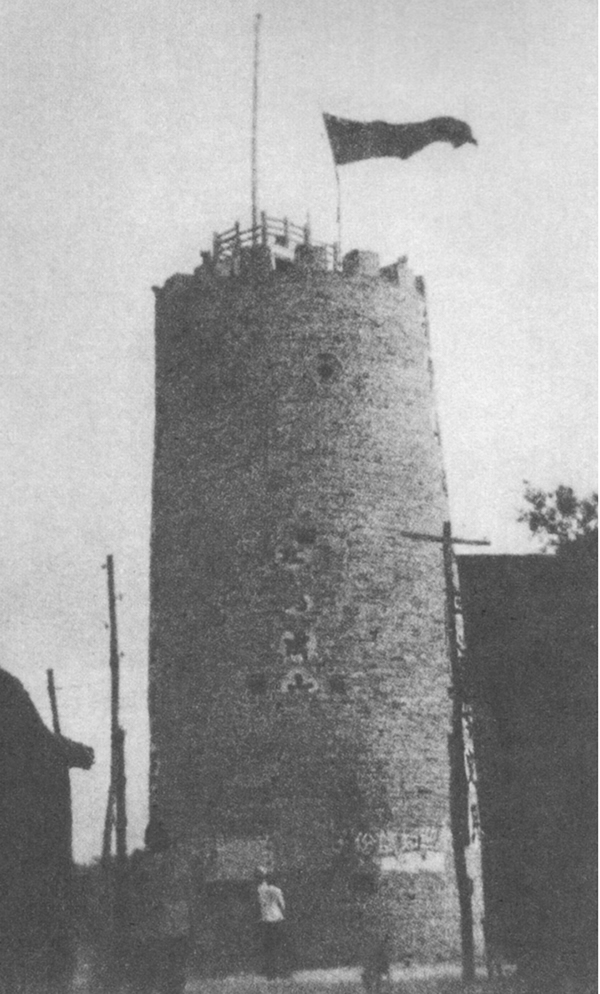
1945年8月10日，八路军晋冀鲁豫部队解放封丘城

司令部王秉璋、政治委员张玺、副司令员刘致远、副政治委员赵健民、潘复生、参谋长潘焱、政治部主任王幼平、参谋长傅家选
- 司令部
  - 参谋处处长胡汉标
  - 作战科：科长黎明、教育科：科长徐挺、通信科：科长郭长波、队务科：副科长任英、军政处：处长张克球、管理科：副科长郭嗣炳、军械科：科长孙尚桂、供给科：科长黄春清、副科长李道陵、机要室主任吴金功
- 政治部：组织部部长陈鹤桥、干部科：科长王玉峻、组织科：副科长朱光、宣教部副部长吴文、教育科：科长王耀祖、宣传科：副科长陈丁波、保卫部部长李凯夫、第1科：科长冯轶、第2科：科长刘金池
- 民运部部长齐琏、总务科：科长郭品三、副科长董银荣
- 后勤部：审计科：科长唐竹桥、总务科：科长虞夫、粮秣科：科长孙承廉、被服科：科长武世洪、副科长徐厚银、后勤政治部：政治委员谭善和、政治主任袁子清、组织科：科长张凯、保卫科：科长齐振亚、教育科：科长邵泽远
- 供给部：副部长张贵时、财粮科：科长张贵时（兼）、供给学校副校长郭克良、政治委员阴秀照
- 卫生部部长张步峰、副部长李奕、政治处主任刘世鸿、供给科：科长肖文正、材料科：科长杨贵、卫生学校副校长靳永阁、教育主任胡梦堂、直属医院院长黄一民、副政治委员邱先忠、医务主任张任俊
- 兵站部：部长叶润、副部长朱尽卿、政治处主任杜福祥、第1兵站医院：院长封旭东、政治委员王怀明、医务主任侯正义、第2兵站医院：院长戴正启、政治委员韩淳仁、医务主任宋预
- 军工部：部长陈垂远、副部长徐剑平、政治处主任黄风来、工程科：副科长袁克梓、材料科：科长王言炳、副科长胡兆荣、总务科：科长王三耀

#### 第1军分区
第1军分区：司令员周桂生、政治委员申云甫、副司令员朱子伟、副政治委员彭天琦、参谋长朱子伟（兼）、政治部主任李文甫、副参谋长林耀彬、政治部副主任卿正兴
- 司令部：联络科长张萍、情报主任芦涣光、军政主任李谦
- 政治部：组织科长赵岐麟、副科长石中白、保卫科长李连生、宣教科长赵明、副科长于洪涛总务、副科长徐建民分区直属、政治委员谭继震
- 后勤处：处长刘起、副处长胡松波、副政治委员王学曾、医院院长邹筱生

- 第3团：团长宋生云、政治委员刘性坚、副政治委员张治安、参谋长张致清、政治处主任郭明山
- 第6团：团长岳舜卿、政治委员侯筱章、副团长赵光起、副政治委员胡泮生、参谋长赵光起（兼）、政治处主任张安帮
- 基干第1团：团长王月亭、政治委员王子翰、副团长安春华、参谋长李平生、政治处主任李平生（兼）
- 基干第2团：团长梁绍臣、副团长董天民、副政治委员戴庚寅、参谋长董天民（兼）

#### 第2军分区
第2军分区（原第8军分区）：司令员张刚剑、政治委员郭超、副政治委员范阳春、参谋长杨昆、政治部主任邵子言、副主任惠毅然
- 司令部
  - 政治部：组织副科长刘若、宣传科长陈大明、民运科长魏天材、联络副科长宋子健
  - 总务：科长褚焕民
  - 后勤处：政治委员刘及武、副处长胡国祯、副主任姚培善
  - 卫生处：政治委员梁乃强、副处长孙大坤、主任张如周、医务主任杨端

- 第1指挥部：指挥长马纪良、政治委员马诚斋、副政治委员齐成新、参谋长斛辅臣、供给主任侯子高
- 第2指挥部：指挥长唐毅山、政治委员安法乾、副指挥长白、晶玉、副政治委员杨真
- 独立第4团：团长陈赞英、政治委员田平、副团长郭岐、政治处主任阎文康
- 独立第5团：团长刘正庚、政治委员屈兴栋、政治处主任吴芝笃

#### 第3军分区（原第11军分区）
- 第3军分区（原第11军分区）：司令员郭影秋、政治委员郝中士、副司令员戴元仁、副政治委员廖亨禄、政治部主任胡正平、副主任李公俭
  - 司令部：政治部组织科长阎学曾、副科长向光
    - 供给处：处长董裕如、副处长赵茂森、副政治委员陈源深
    - 卫生处：处长邱万沈、政治委员王立然、副处长陈政明、副政治委员朱品文

  - 第13团：团长苟先学、副团长虹光、副政治委员张心田
  - 苏北指挥部:指挥长王根培、政治委员李剑波、副指挥长罗林、参谋长罗林（兼）
    - 苏北独立团：团长李大忠、政治委员吕英、副政治委员刘训栋、参谋长陈绍清

  - 钜南指挥部：指挥长秦和珍、政治委员杨海鹏、副政治委员吕鸿、参谋长国慎学
    - 钜南基干团：团长周冠五

  - 第14团：团长程华庭、政治委员郑振东、政治处主任赵智泉

#### 第4军分区（原第9军分区）
- 第4军分区（原第9军分区）：司令员李静宜、政治委员赵紫阳、副司令员赵遵康、副政治委员王焕如、参谋长杨育才、政治部主任王焕如（兼）、副主任李修来、司令部参谋主任单沛然
  - 政治部：组织科长苑明琴、副科长杨义山，保卫科长刘玉芳、宣传科长徐坤、民运科长袁植
  - 供给处：处长董家存、政治委员陈洪涛、副处长贾桂峰
  - 卫生处：处长张永祥、政治委员张允、副政治委员李玫其
  - 独立第1团：团长史文标、政治委员白征戈、副团长焦家福、副政治委员张甫、参谋长郭炳武、政治处主任王凡副、参谋长霍其清
  - 独立第3团：政治委员连治洁、副团长贾英、副政治委员吕伯川、参谋长耿玉合
  - 第2支队：支队长贾子和、副支队长张永平
  - 上堤指挥部：指挥长顾汉臣、政治委员白潜、参谋长齐一亭

#### 第5军分区（原第10军分区）
- 第5军分区（原第10军分区）：司令员赵基梅、政治委员刘星、副司令员宋励华、江海山、副政治委员戴晓东、刘德海、参谋长周桂安、政治部主任解长林
  - 司令部：参谋处长蒋准
  - 政治部：组织科长苏受锷、副科长吕得胜、保卫科副科长黄志荣、宣教科长王少江、副科长刘均、联络科长于子元、副科长贾林、烽火报社社长张样选
  - 供给处处长蒋月夫、政治委员郝从周
  - 卫生处：处长芮波、副政治委员申守银
  - 干校：政治委员王铁民、副校长林献国、教育主任方其端
  - 第14团：团长胡循武、政治委员夏德义、副团长潘凤举、副政治委员张一枫、参谋长田绍单
  - 第15团：团长陈勋、副团长冯仪、申绍其、副政治委员骈引丁、参谋长王曾长、政治处主任何舟
  - 第16团：团长杨光义、政治委员陈耀先、副团长王殿禄、副政治委员石纯华

#### 第6军分区（原第12军分区）
- 第6军分区（原第12军分区）：司令员金绍山、政治委员袁振、副司令员兼参谋长孙子植、副政治委员兼政治部主任李中一
  - 司令部：政治部组织副科长汤绍、禹保卫、副科长申建生
  - 供给处：处长陶省三、政治委员代一新、副处长李天中
  - 卫生处：处长王可均、政治委员王洪川、副处长王延庆、医务主任郭如岚
  - 第29团：团长刘吉林、政治委员奚如林、参谋长刘育、政治处主任樊戴舟
  - 第30团：团长王广文、政治委员苗丕一
  - 独立团：团长毛存林、政治委员李培堂、副团长马仲为、副政治委员罗凤岐
  - 睢太独立团：团长孙其昌、副团长张申、副政治委员史煌、政治处主任史煌（兼）
  - 太北指挥部：指挥长杜思训、政治委员李培、副指挥长王荆耀

#### 第22军分区
第22军分区：司令员何光宇、政治委员万里、副司令员王根培（后）、副政治委员顾汉臣（后）、政治部主任顾汉臣（兼）、副主任吕鸿（后）

### 冀南军区
冀南军区（1945年6月20日奉令组成冀南指挥部，11月仍改为冀南军区）：司令员杜义德、政治委员李菁玉、副司令员王光华、副政治委员刘志坚、马国瑞、参谋长陈明义、政治部主任刘志坚（兼）、副主任胥光义
- 司令部：参谋处处长张西三、军政处处长刘大坤、副处长张天伟、
- 政治部：组织部部长张照泉、副部长高世平、保卫部部长李文进、联络部部长张励、宣教部部长梁维植、民运部部长史子荣
- 后勤部：部长张松平、供给部部长方忠晋、政治委员张松平（兼）、副部长徐传奇、副政治委员孙纪刚、政治处主任孙纪刚（兼）
- 卫生部：部长鲁子俊、政治委员杨世才、副部长周泽藻

#### 独立第4旅
- 独立第4旅：旅长孙仁道、政治委员杨树根、副旅长田厚义、参谋长王树棠、政治部主任李福尧
  - 第10团：团长马坤、副团长罗文玫、副政治委员冉义林、参谋长邱宗干
  - 第11团：团长赖官理、政治委员陈飞、副团长张明宣、参谋长刘林阁、政治处主任张祥甫
  - 第12团：团长黄承衍、政治委员严宗三、副团长张世盖、参谋长李志英、政治处主任王维

#### 第7军分区
- 第7军分区（原冀鲁豫第7军分区）：司令员白云、政治委员许梦侠、副司令员胡超伦、副政治委员张希才、杨新一、参谋长刘始明、政治部副主任李文清
  - 供给处：处长王新一、政治委员宋殿斌、副处长张指道
  - 卫生处：副处长黄华、医务主任陈常林
  - 第24团：团长李地山、政治委员王希永、副团长李善亭、副参谋长罗克
  - 第36团：团长程子元、副团长邢启民、副政治委员李振北、参谋长张庆福

#### 第8军分区
- 第8军分区（原冀鲁豫第6军分区）：司令员李定灼、政治委员赵一民、副司令员赵彩银、副政治委员王贵德、政治部副主任王大华
  - 司令部：参谋长处长苟敬笃
  - 供给处：处长王成德、政治委员吴文殿、副政治委员朱堂瑞
  - 卫生处：政治委员宋国仕、副处长马宗海、副政治委员郝星五
  - 特务团：团长朱九武、政治委员蒋怀玉、政治处主任陶玉章
  - 恩县独立团：团长许秀峰、政治委员胡永昌、副团长尹文昌、参谋长李华珍、政治处主任杨毅

#### 第9军分区
- 第9军分区（原冀鲁豫第3军分区）：司令员张维翰、政治委员李福祥、副司令员高厚良、李大磊、副政治委员甘思和、赵海枫、政治部主任王谦、副主任王育民
  - 供给处：政治委员曹春芳
  - 卫生处：处长张方贤、副政治委员张云涛、医务主任李之涛
  - 第26团：团长王化安、政治委员赵北原、副团长王希林、赵良才（后）、副政治委员陈永贤、参谋长黄家瑞、政治处主任王久兴
  - 独立团第3团：团长韩荫亭、政治委员韩忠、副团长刁国兴、王芝光、参谋长赵明富

#### 第10军分区
- 第10军分区（原冀鲁豫第2、4军分区）：司令员王蕴瑞、政治委员江明、副司令员何济林李所庵、副政治委员乔晓光、贺亦然，政治部副主任冯子华
  - 供给处：处长郝旁求、政治委员王俊
  - 卫生处：处长吴长态、政治委员刘建夫
  - 第33团：团长吴德安、政治委员丽承钢、副团长王玉珂、参谋长李己放、政治处主任马平

#### 第11军分区
- 第11军分区：司令员刘福胜、政治委员陈登昆、副司令员黄光霞、贾殿阁、副政治委员陈佰禄、参谋长姚凤林、政治部主任訾秀林
  - 供给处：政治委员吴志超、副处长邬贤耀
  - 卫生处：处长张生辉、政治委员侯相波、副政治委员冯振西
- 独立团：副团长杜庶、副政治委员张辛吾、参谋长吴明学、政治处主任张卫民

### 太行军区
太行军区：司令员秦基伟、政治委员李雪峰、副司令员黄新友、赵辉楼、副政治委员黄镇、王维纲、参谋长何正文、政治部主任袁子钦、副主任周光坦
- 司令部：机要室：主任张平、副主任柴天坤、第1科：科长张立德
- 参谋处副处长廖开芬、作战科：科长安怀、训练科：科长王大钧、副科长陈冰川、通信科：科长郭维联、副科长杨青莲、情报处：处长江涛、第1科：科长金东新、第2科：科长李杰、第3科：科长王俊英
- 军政处：处长孙续、武杜灵、队务科：科长王乐天、军械科：科长黄狄秋、供给科：科长李发元、卫生科：科长崔子英、管理科：科长张崇德、联络处处长李棣华
- 政治部：组织部副部长李万民、干部科副科长韩德福、组织科：科长陈天、工作科总支书鲁之敬、保卫部第2科科长赵震寰
- 民运部：部长郭延品、敌工部：部长窦立新、电话局局长岑俊平、政治委员黄兴正、副局长智永恭
- 供给部部长刘清、副部长胡孝武
- 卫生部：部长桂绍宗、政治委员胡裕文、副部长黄俊
- 警卫团：团长赵永堂、政治委员王友全、副团长梁天发、政治处主任张冀、供给处长曹国梁

#### 第12军分区
- 第12军分区（原第1军分区）：司令员胡震、政治委员冷楚、副司令员王远芬、政治部主任马芳廷、副主任胡立信
  - 第34团（原昔和团）：团长范金标、政治委员王维国、参谋长赵顺全、政治处主任张正军
  - 第35团（原井陉团）：政治委员谢治国、参谋长董元、政治处主任李铁民
  - 第36团（原邢台团）：团长陈俊、政治委员裼平禄、参谋长王启应、政治处主任欧克
  - 第37团（原元赞团）：政治委员师桂廷、副团长赵吉昌、参谋长李照升、政治处主任白均

#### 第13军分区
- 第13军分区（原第2、3军分区）：司令员鲁瑞林、政治委员刘建勋、副司令员邹善芳、副政治委员张慧如、政治部主任王大任、副主任李迅
  - 第38团：团长邓天福、政治委员王长清、副团长彭受宜、政治处主任李文仲
  - 第39团：团长刘自双、政治委员米叶奎、副团长宋其祥、参谋长刘温、政治处主任郭占鳌
  - 第40团：团长冉光华、政治委员李文清、参谋长李之光、政治处主任李军

#### 第14军分区
- 第14军分区（原第4军分区）：司令员韩卫民、政治委员于一川、参谋长信俊杰、吴仕洪（后）
  - 第41团（原长治团）：团长王海东、政治委员王琳、副团长李兴汉、参谋长赵俊、政治处主任胡天和
  - 第42团（原襄潞团）：政治委员陶伦传、副团长向德弼、政治处主任徐力之

#### 第15军分区
- 第15军分区（原第8军分区）：司令员黄新友、政治委员刘毅、副司令员安中原、副政治委员宋之春、参谋长陈皓、政治部主任孔俊彪
  - 第43团（原第2团）：团长唐万成、政治委员王立方、副团长李宗玄、副政治委员李再含、参谋长葛明、政治处主任李尚文
  - 第44团（原第45团）：团长张显扬、政治委员王亚朴、副团长任英、副政治委员卫景濂、参谋长杨羽、政治处主任张彬
  - 第45团（原泌博团）：政治委员张洪、副团长李忠太、参谋长李达九、政治处主任刘毅民
  - 第46团（原温县团）：团长马勇、政治委员李寿山、参谋长何雨农、政治处主任崔殿臣
  - 第47团（原修武团）：团长江春贵、副团长戴金山、副政治委员田耕、参谋长薛焕章、政治处主任郭景彬

#### 第16军分区
- 第16军分区（原第7军分区）：司令员崔建功、政治委员谷景生、副司令员黄以仁、参谋长黄以仁（兼）、政治部主任曾宪池
  - 第48团：团长蔡金生、政治委员陈国礼、副团长曾驾、参谋长安怀、史潮清（后）、政治处副主任江烈
  - 第49团（原淇汲团）：团长周泉、参谋长米志高、政治处主任刘有余
  - 第50团：团长段成秀、政治委员刘英、副政治委员邢真、参谋长袁国基、政治处主任邢真（兼）
  - 第51团（原辉嘉团）：团长徐俭业、副团长刘玉明、副政治委员乔国权、参谋长马恩其、政治处主任马克逊
  - 民主建国军豫北支队：司令员牛子龙、政治委员李惠田、副司令员岳子敬

#### 第17军分区
- 第17军分区（原第5、6军分区）：司令员陶国清、政治委员陶鲁笳、副司令员张锡珩、参谋长李承尧、政治部主任王银山
  - 第52团（原安阳团）：团长曾东山、政治委员何高民、副团长张开银、副政治委员王胜彪、参谋长温宽如、政治处主任何应禄
  - 第53团（原武安团）：副团长柴吉昌、副政治委员朱玉、参谋长邓特膺、政治处主任冯唤武
  - 警备总队：总队长宗具臣、政治委员甘德洲、政治处主任李右平

### 太岳军区
太岳军区：司令员王新亭、政治委员王鹤峰、副司令员孙定国、副政治委员裴孟飞、参谋长邓仕俊、政治部主任桂绍彬副、参谋长余漫云
- 司令部：参谋处处长刘俊毅、情报处副处长刘桂衡
- 政治部：组织部部长高德西、宣教部长王中青、宣教部副部长李逸三、民运部部长曹博生、敌工部副部长曾柯、供给部部长冯丕成、政治委员冯丕成（兼）、副部长刘正平、政治主任鲁加汉
- 卫生部：部长彭之久、政治委员刘开先、副政治委员孙传学、政治处主任孙传学（兼）
- 直属教导团：副团长吕耀卿、政治处主任周志明
- 补充团：团长杨春於、副政治委员樊其惠、参谋长朱刚、政治处主任曹新

#### 第18军分区
- 第18军分区：政治委员刘植岩、副司令员苏鲁、参谋长张希英、政治部主任梁文英
  - 新编第7团：团长涂生芳、政治委员周力、副团长李成春、副政治委员杨玉才、政治处主任张齐贵
  - 新编第8团：团长黎光福、政治委员时云峰、副团长张焕（兼）、参谋长张焕、政治处主任高镇
  - 新编第9团：团长尚思光、政治委员张健、副团长徐振旺、参谋长杨昌义、政治处主任路文浩

#### 第19军分区
- 第19军分区（原第2、3军分区）：司令员张祖谅、政治委员刘尚志第一、副司令员景仙洲第二、副司令员涂则生、副政治委员杨玉屏、参谋长王清川、政治部主任王中青
  - 警备第4团：团长段龙章、政治委员杜万荣、副团长赵本元、政治处主任陈安海
  - 警备第5团：团长罗志友、政治委员李家英、副政治委员秦英、参谋长王振邦、政治处主任张拜舟
  - 警备第6团：团长王传训、政治委员万文献、副团长罗德生、副政治委员樊志清、政治处主任樊志清（兼）

#### 第20军分区
- 第20军分区（原第5军分区）：司令员王墉、政治委员柴泽民、副司令员李明如、副政治委员王观潮、参谋长樊执中、政治部主任王观潮（兼）
  - 第55团：团长盛克、政治委员李挺、副政治委员肖平、政治处主任郭安选
  - 第56团：政治委员尹本礼、副团长陈捷弗、副政治委员张一琦、政治处主任陈庆毕
  - 第58团：政治委员马向荣、副团长北沙、副政治委员赵敬斋、政治处主任蒋寿鹏

#### 第21军分区
- 第21军分区：司令员郭庆祥、政治委员薛迅、副政治委员贺崇升、参谋长常仲连、政治部主任钟芬、副主任杨玉山
  - 独立第1团：团长马明山、政治委员刘显谋、副团长王兴照、参谋长李少廷、政治处主任宿东山
  - 独立第2团：团长谭云保、副团长张博奋、副政治委员方升普、参谋长甄子文、政治处主任方升普（兼）
  - 独立第3团：团长肖升禄、副政治委员张冶春、政治处主任张冶春（兼）

#### 独立旅
- 独立旅：旅长刘金轩、政治委员李耀、副旅长查玉升、政治部副主任朱佩年、参谋主任门国栋
  - 第70团：团长符先辉、政治委员张文斌、政治处主任李服周
  - 第71团：团长刘丰、副团长谭云保、副政治委员王文英、参谋长董明瑞、政治处主任黄文仲
  - 第72团：团长刘兆先、政治委员胡主声、副团长马林、参谋长齐淑、政治处主任王思和

### 第1纵队
- 第1纵队（1945年9月下旬组成）：司令员杨得志、政治委员苏振华、副司令员曾思玉、副政治委员张国华、参谋长卢绍武、政治部主任崔田民

#### 第1旅
- 第1旅由原冀鲁豫第8军分区前方指挥部部队改编，旅长杨俊生、政治委员邓存伦、副旅长齐丁根、参谋长李觉、政治部主任任国章
  - 第1团：团长李程、政治委员戚先初、副团长徐仲禹、参谋长徐仲禹、政治处主任赵阳
  - 第2团：团长李天德、政治委员钟学林、副团长曾长柏、政治处主任王猛
  - 第3团：团长博学楷、政治委员李彬、参谋长左良、政治处主任宋德懿

#### 第2旅
- 第2旅：旅长尹先炳、政治委员戴润生、副旅长郑统一、参谋长王晓、政治部主任裴志耕
  - 第4团：团长田守安、政治委员郭强

#### 第3旅
- 第3旅：旅长李东潮、政治委员陈云开、副旅长温先星、参谋长詹世彬
  - 第7团：团长杜海林、政治委员郑鲁
  - 第8团：团长李文禄、政治委员胡恒文
  - 第9团：团长胡国军、政治委员魏凤铭

### 第2纵队
- 第2纵队：司令员陈再道、政治委员宋任穷、副司令员范朝利（兼）、政治部主任钟汉华。

#### 第4旅
- 第4旅：旅长孔庆德、政治委员刘明辉、副旅长赵鹤亭、参谋长赵晓舟、政治部主任姚克佑
  - 第10团：团长黄家景、政治委员崔子明、参谋长桥润亭、政治处主任黄雄亚
  - 第11团：团长罗崇福、副团长邢鲁锋、参谋长邢鲁锋（兼）
  - 第12团：政治委员赖达元、副团长王俊、参谋长王一、政治处主任高镜

#### 第5旅
- 第5旅：旅长雷绍康、政治委员寇庆延、副旅长牟海秀、副政治委员汪洪清、参谋长陈中民、政治部主任王进前、副主任李飞
  - 第13团：团长李茂德、政治委员靳毅、副团长李宗田、参谋长刘景卿、政治处主任徐清山
  - 第14团：团长梁俊亭、政治委员杨杰、副团长颜乐钊、参谋长刘仪、政治处主任陈玉振
  - 第15团：团长吕琛、政治委员曹光岩、副团长管玉田、副政治委员马登清、政治处主任田涛

#### 第6旅
- 第6旅：旅长王天祥、政治委员刘华清、副旅长周发田、副政治委员彭学桂、参谋长王明坤、政治部主任曹中南
  - 第16团：团长张继怀、政治委员宋东旭、副团长龚惠德、副政治委员刘健、政治处主任赵凤朝
  - 第17团：团长李开道、政治委员王新、副团长张宗耀、参谋长孙济云、政治处主任向庆森
  - 第18团：团长刘正柱、政治委员范朝福、副团长陈金龙、参谋长李觉亭、政治处主任陈胜林
  - 独立团：团长张履庭、副团长张绍基、参谋长迟绅功

### 第3纵队
- 第3纵队，原太行纵队，司令员陈锡联、政治委员彭涛、副司令员曾绍山、阎红彦、参谋长曾绍山（兼）、政治部主任卢仁灿。

#### 第7旅
- 第7旅，旅长赵兰田、政治委员曾庆梅、副政治委员周维、曹更修、参谋副主任刘鸿陆、军政副主任王忠仁
  - 第19团：团长李德生、政治委员黄泽相、副团长张林先、参谋长杜鸣珂
  - 第20团：团长左奎元、政治委员周启德、副团长钟清洪、副政治委员杨辉明、参谋长林有声
  - 第21团：团长唐兴胜、政治委员邓家辉、副团长肖连山、副政治委员刘任相、参谋长袁海兰

#### 第8旅
- 第8旅：旅长马忠全、政治委员卢南樵、参谋长史景班、军政主任赵超、供给处长蔡洪桂、卫生处长曹星臬
  - 第22团：团长丁维昆、政治委员田维新、副团长涂学忠、参谋长张瑞基
  - 第23团：团长伍国仲、政治委员袁文波、副团长刘建民、副政治委员何明智、参谋长白珂
  - 第24团：团长吴先洪、政治委员邓易非、副团长葛守国、副政治委员黎武忠、参谋长王镇清

#### 第9旅
- 第9旅：旅长郑国忠、政治委员秦传厚、参谋长宋光、参谋主任张晓林、供给处长李汉三、卫生处长黄涛
  - 第25团：团长张以成、政治委员杨天保、副团长冯成国、副政治委员杨林堂、参谋长王敏
  - 第26团：团长童国贵、政治委员高治国、副团长何自聪、副政治委员程永业、参谋长赵之焱
  - 第27团：团长李润堂、政治委员张敬一、副团长胡守富、副政治委员李华安、参谋长陈雷

### 第4纵队
第4纵队，即太岳纵队：司令员陈赓、政治委员谢富治、副司令员韩钧、副政治委员杨奇清

#### 第10旅
- 第10旅：旅长李成芳、政治委员刘有光、副旅长蔡爱卿、参谋长王砚泉、政治部主任胡荣贵
  - 第25团：团长徐其孝、政治委员侯良辅、副团长罗春荣、参谋长梁宗玉、政治处主任戈力
  - 第28团：团长王长有、政治委员宋涛、副团长张志良、参谋长胡尚礼
  - 屯襄团：团长刘艳、政治委员杨世林、副团长李青林、参谋长崔振山、政治处主任张渡仁

#### 第11旅
- 旅长陈赓、政治委员廖冠贤、副旅长黎锡福、副政治委员张明、政治部主任张明（兼）
  - 第17团：团长黄祖华、政治委员张丕绪、副团长韩先良、参谋长娄瑞元、政治处主任薛波
  - 第57团：团长陈兴建、政治委员范戈、副团长杨秀全、参谋长刘增业、政治处主任李吉太
  - 独立第1团：团长吴少康、政治委员张钧、副团长汪宗清、参谋长刘光奇
  - 独立第2团：团长郭志坚、政治委员张汉农、参谋长安泽

#### 第12旅
- 旅长周希汉、政治委员刘忠、副旅长楚大明、政治部主任雷超云
  - 第772团：团长周学义、政治委员张子明、副团长康烈功、参谋长张耀、政治处主任赵华清
  - 第20团：团长蒲大义、政治委员吴孝敏、参谋长宋玉樵
  - 第22团：团长芦贤杨、政治委员梁天喜、副团长王世全、副政治委员张文峰、参谋长刘兴用、政治处主任范离
  - 长子独立团：团长程九章、副团长韩家学、副政治委员李九思

#### 第23旅
- 第23旅：旅长贾定基、政治委员车敏瞧、参谋长张振华、政治部主任孙灏正
  - 第67团：团长程英林、政治委员谭有福、政治处主任郭铁
  - 第68团：团长张国斌、政治委员张柏善、副团长孙福池、副政治委员蔡钊桥
  - 第69团：团长尚坦、政治委员苟兴才、参谋长王志诚、政治处主任袁逸田

### 第6纵队
第6纵队：司令员王宏坤、政治委员董君毅、副司令员王近山、韦杰、参谋长张廷发、政治部主任鲍先志

#### 第16旅
- 第16旅：旅长韦杰、政治委员张国传、副旅长宗凤洲、参谋长邢荣杰、政治部主任冷裕光、副主任陈孝
  - 第46团：团长吴凤高、政治委员郝培苗、副团长李耀光、副政治委员唐明春、参谋长踞洪运、政治处主任曾之沫、供给处长罗绍义
  - 第47团：团长安仲琨、政治委员张振兴、副团长蒋国钧、副政治委员杨忠、参谋长李明、政治处主任王德纯、供给处长杨忠一、副处长王春英
  - 第48团：团长刘朝望、政治委员张志、参谋长王彦木、供给处长刘强

#### 第17旅
- 第17旅：旅长石志本、政治委员何柱成、副旅长尤太忠、参谋长赖光勋、政治部主任段大明
  - 第49团：团长宗书阁、政治委员陈绍富、副团长苟在合、参谋长杨一、政治处主任张治、供给处长宋从周
  - 第50团：团长钱光达、政治委员李如海、副政治委员付甲三、参谋长马宁、政治处主任张镰斧、供给处长唐家成
  - 第51团：团长张文才、副团长赵天云、副政治委员梁焕之、政治处主任陈元顺、供给处长段古林

#### 第18旅
- 第18旅：旅长肖永银、政治委员李震、副旅长向守志、参谋长刘鹏旭、政治部主任刘昌
  - 第52团：团长于振河、政治委员曹荫槐、副团长杨永昌、参谋长王立勇、政治处主任蒋科、供给处长唐铁侬
  - 第53团：团长蔡启荣、政治委员李振守、政治处主任欧阳章
  - 第54团：团长【卢彦山】、副团长【余辅坤】、政治委员【李少清】、政治处主任【霍宗岳】

## 晋察冀军区
晋察冀军区，司令员兼政治委员聂荣臻，副司令员萧克，副政治委员程子华、刘澜涛，参谋长唐延杰，政治部主任舒同，副参谋长耿飚，政治部副主任朱良才。

### 冀察军区

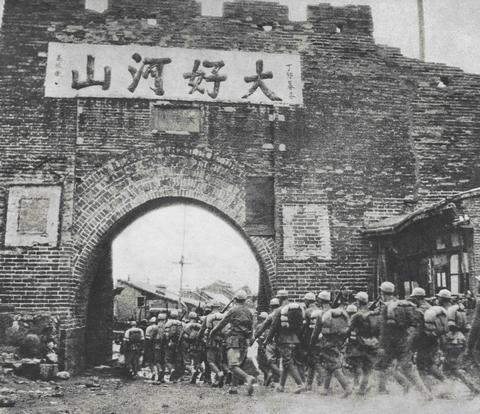
1945年抗日大反攻时，八路军冀察军区部队占领察哈尔省省会张家口

冀察军区：司令员郭天民，政治委员刘道生，参谋长易耀彩，政治部主任王紫峰

#### 第一军分区
- 第一军分区司令员肖应棠，政治委员杨世杰，副司令员马辉，副政治委员龙道权，参谋长宋学飞
  - 第3团：团长郑三生，政治委员郑秀煜
  - 第25团：团长黄伯峰
  - 第45团：团长陈焕
  - 新1团
  - 新2团
  - 新3团

#### 第十一军分区

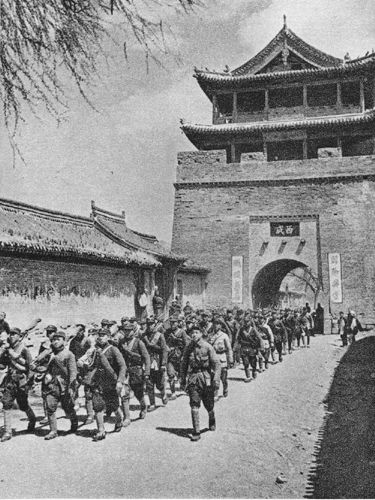
1944年5月2日，八路军冀察军区第十一军分区部队进驻察哈尔赤城县后城

- 第十一军分区：司令员肖文玖，政治委员高鹏先，副司令员兼参谋长张方，副政治委员李水清
  - 第7团：团长王茂金，政治委员李晋吾
  - 第44团：团长雷玉龙，政治委员徐元甫
  - 新4团
  - 新5团

#### 第十二军分区
- 第十二军分区：司令员詹大南，政治委员段苏权，副司令员钟辉琨，副政治委员吴涛
  - 第10团：团长李荣顺，政治委员吴迪
  - 第40团：团长杨森，政治委员刘国辅
  - 新6团
  - 新7团

#### 第十三军分区

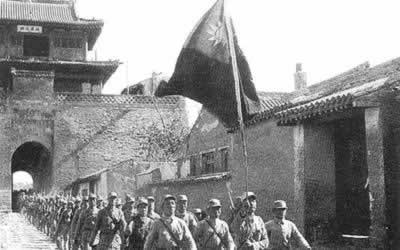
1945年5月13日，八路军冀察军区部队攻占涞源城

- 第十三军分区：司令员熊奎，政治委员武光，副司令员陈宗坤，副政治委员黄连秋，参谋长唐家礼，政治部主任郑枢
  - 第20团：团长黎光，政治委员李布德
  - 新8团
  - 新9团
  - 新10团

#### 第十九军分区
- 第十九军分区，1945年8月25日成立：司令员陈宗坤，政治委员李光辉
  - 骑兵第1团
  - 骑兵第2团
  - 骑兵第3团

### 冀晋军区
冀晋军区：司令员赵尔陆，政治委员兼政治部主任王平，参谋长唐子安

#### 第二军分区
- 第二军分区：司令员曾美，政治委员张连奎，副政治委员金行生，参谋长周宏，副参谋长刘冠军
  - 第4团：团长张正荣，政治委员张兴灿
  - 第19团：团长黄永山，政治委员张明
  - 第43团：团长何有发，政治委员杨世明

#### 第三军分区
- 第三军分区：司令员李湘，政治委员黄文明，副司令员王耀南，副政治委员陈宜贵
  - 第2团：团长钟天法，政治委员李植林
  - 第42团：团长马卫华，政治委员孙树峰
  - 第46团
  - 第49团

#### 第四军分区

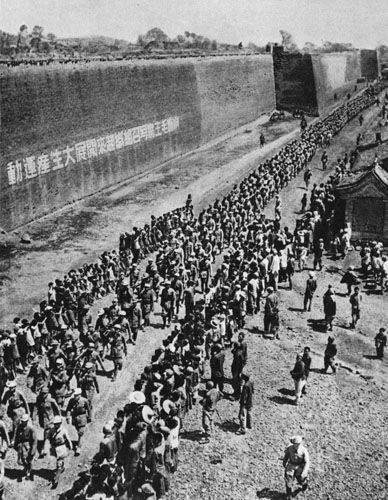
1945年3月，在八路军晋察冀军区第六团和灵邱民兵的进攻下，八路军光复日军占领的山西灵邱县城

- 第四军分区：司令员马龙，政治委员丁莱夫，副政治委员傅崇碧，参谋长盛治华
  - 第30团：团长陈信忠，政治委员张华
  - 第36团：团长李锐，政治委员钟炳昌
  - 第47团

#### 第五军分区
- 第五军分区：司令员陈仿仁，政治委员马天水，副司令员罗文坊，副政治委员赵国威
  - 第6团：团长范志祥，政治委员旷先扬
  - 第35团：团长侯正果，政治委员林鹤龄
  - 第48团

### 冀中军区

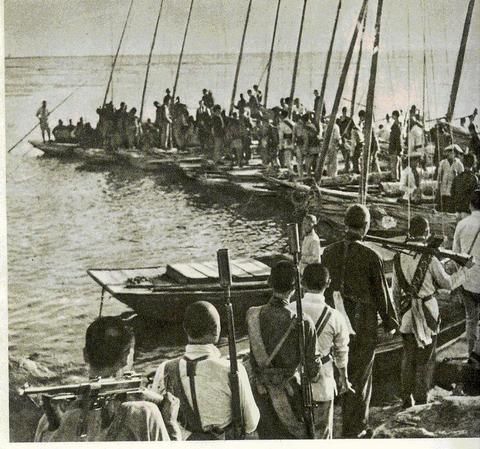
1944年8月冀中八路军从文安洼登船向山东渤海地区进军

- 冀中军区：司令员杨成武，政治委员林铁，副政治委员兼政治部主任李志民，参谋长沙克，副参谋长黄寿发，政治部副主任王奇才

#### 第六军分区
- 第六军分区：司令员叶楚屏，政治委员邓可运
  - 第32团：团长徐信，政治委员李克忠
  - 第71团：团长白云峰，政治委员肖泽西
  - 第72团：团长李奔，政治委员刘汝贤
  - 第82团：团长赵占奎，政治委员董奋

#### 第七军分区
- 第七军分区：司令员于权伸，政治委员张庆春，副政治委员甘春雷，政治部主任廖鼎琳
  - 第22团：团长谷恒瀛，政治委员李静
  - 第26团：团长肖治华，政治委员白正刚
  - 第33团：团长谢洪恩，政治委员贺明
  - 第79团：团长杨生福，政治委员杨振宗（代任）
  - 第80团：团长黄土金，政治委员崔毛武
  - 第81团：团长李仲玉，政治委员杨寿增

#### 第八军分区
- 第八军分区：司令员贾士珍，政治委员周彪，参谋长唐丕光，政治部主任谢继明
  - 第23团：团长张英辉，政治委员张文宣
  - 第31团：团长朱银波，政治委员龚有源
  - 第61团
  - 第62团
  - 第63团：团长马青山，政治委员王子珍
  - 第64团：团长陈克荣，政治委员唐子培
  - 第65团：团长邹昌茂，政治委员谢家祥
  - 第66团：团长印会嵩，政治委员任荣
  - 第67团：团长张学冰，政治委员宋一民
  - 第68团：团长赖镑，政治委员李济中
  - 第69团：团长宋映，政治委员徐明
  - 第70团：团长吴瑞山，政治委员王星

#### 第九军分区
- 第九军分区：司令员黄寿发，政治委员陈鹏，参谋长王道邦
  - 第24团：团长张行忠，政治委员王耀华
  - 第27团：政治委员刘乾
  - 第28团：团长万振西，政治委员李惠芹
  - 第73团：团长韩济
  - 第74团：团长贾桂荣，政治委员王德

#### 第十军分区
- 第十军分区：司令员刘秉彦，政治委员旷伏兆，副政治委员张如三，参谋长路遐，副参谋长李大伟
  - 第75团：团长李德才，政治委员赵绍昌
  - 第76团
  - 第77团
  - 第78团：政治委员王德林

### 冀热辽军区

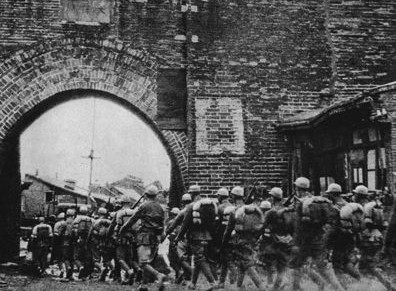
1945年12月31日，被八路军冀热辽军区部队和地方武装围困多日的守城伪军弃城南逃，八路军随即开进遵化，遵化全境宣告光复

- 冀热辽军区：司令员兼政治委员李运昌，副司令员詹才芳，参谋长彭寿生，政治部主任李中权，副参谋长王亢。

#### 第十四军分区
- 第十四军分区：司令员舒行，政治委员李子光，副司令员兼参谋长曾雍雅，副政治委员兼政治部主任黄文，副参谋长关旭。
  - 第13团：团长马骥，政治委员程陆天
  - 第16团：团长师军，政治委员李满盈
  - 第53团：团长李梅溪
  - 第54团：团长赵金华，政治委员王光远
  - 第55团：团长杜敏，政治委员李守喜

#### 第十五军分区
- 第十五军分区：司令员赵文进，政治委员杨文瀚，副司令员兼参谋长任昌辉，副政治委员兼政治部主任林茂辉，副参谋长罗文。
  - 第11团：团长王树元，政治委员阎文玉
  - 第17团：团长曹致福
  - 第50团
  - 第51团
  - 第52团

#### 第十六军分区

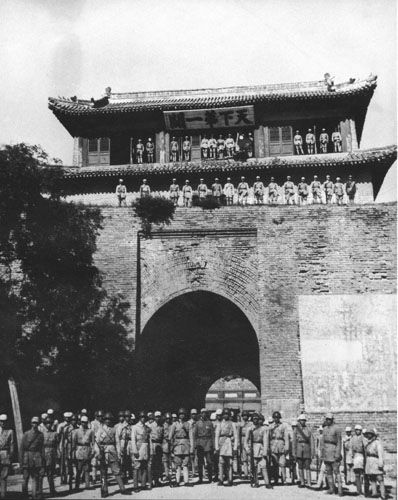
1945年8月23日，八路军冀热辽军区第12、18团等部队光复山海关，打通了关内八路军与关外东北民主联军的通道

- 第十六军分区：司令员曾克林，政治委员徐志，副司令员李道之，副政治委员兼政治部主任唐凯，参谋长王珩
  - 第12团：团长陈云辉，政治委员王文
  - 第18团：团长吴宗鹏，政治委员张惩
  - 第46团
  - 第47团
  - 第61团

#### 第十七军分区
- 第十七军分区：司令员李雪瑞，政治委员李文，副司令员张鹤鸣，副政治委员兼政治部主任曾辉，参谋长肖全夫
  - 第14团：团长张鹤鸣（兼）
  - 第48团：团长刘守仁
  - 第49团
  - 第60团

#### 第十八军分区
- 第十八军分区：司令员何能彬，政治委员焦若愚，副司令员兼政治部主任李振声，参谋长谢国仪
  - 第15团
  - 第56团
  - 第57团
  - 第58团：团长王金荣
  - 第59团：团长杨正春，政治委员黎晓

## 八路军独立第一游击支队

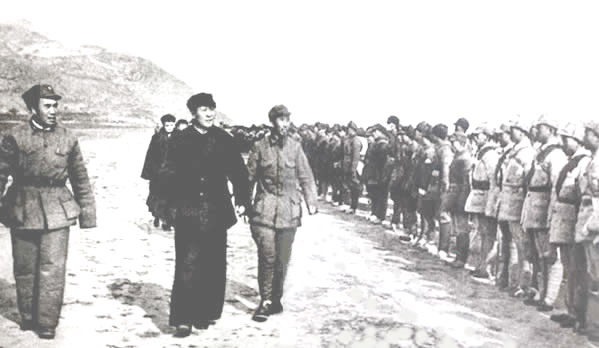
1944年11月，毛泽东、朱德在王震陪同下在延安机场检阅南下支队。

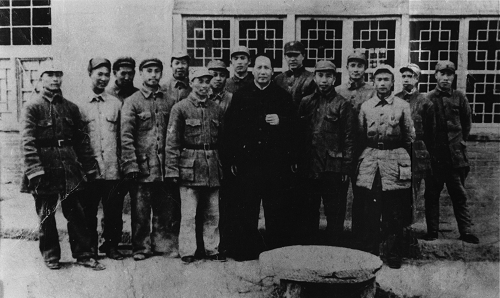
1944年11月，毛泽东与八路军南下支队团以上干部合影。前排右二为王震

八路军独立第一游击支队，又称“南下支队”。成立于1944年11月，随后率部南下但接连受到重创。1945年10月，改为中原军区第二纵队序列，归中原野战军编制。由王震、王首道、贺炳炎、廖汉生、王恩茂、文建武、张成台、刘型等8人组成支队军政委员会，以王首道为书记。
司令员王震、政委王首道、副司令郭鹏付、政委王恩茂、参谋长朱早观付、参谋长邹毕照、苏鳌、政治部主任刘型、副主任李立。
- 第1大队（原717团2营和3营7、8连编成）：大队长陈外欧、政委李铨、副大队长刘国桢、副政委肖元礼、参谋长金忠藩、政治处主任张云善
- 第2大队（原718团1、2、3营编成）：大队长陈宗尧、政委罗章、副大队长贺盛桂、副政委江勇为、参谋长尹保仁、政治处主任邓利亚
- 第3大队（原719团2营和补充团编成）：大队长张仲翰、政委曾涤、副大队长汪昌桂、幸元林、副政委龙炳初、参谋长赖春风、政治处主任肖友明
- 第4大队（原特务团教导营2个队和旅直参谋队及特务营1个连编成）：大队长徐国贤、政委廖明、副大队长王子良贺光华、副政委熊晃、参谋长蒋澍、政治处主任谭天哲
- 第5（干部）大队（原红二军团暨湘鄂西苏区的老干部为基础编成）：大队长贺炳炎、政委廖汉生
- 第6（干部）大队（原红四方面军暨鄂豫皖苏区的老干部为基础编成）：大队长文建武、政委张成台
- 第7（干部）大队（原红六军团暨湘赣苏区的老干部为基础，加上359旅干部训练队编成）：大队长郭鹏、政委吴光远。

## 八路军独立第二游击支队
1945年4月．中央命令以新359旅为基本队伍组成八路军八路军游击第二支队（南下第二支队），日本宣布投降后，正在南下途中的第二支队奉命去东北。司令员刘转连，政治委员张启龙，副司令员廖纲绍，副政治委员晏福生。
- 第一大队
- 第二大队
- 第三大队
- 第五大队
- 第九大队

## 八路军独立第三游击支队
八路军游击第三支队，成立于1945年，从延安南下湘粤桂边区开辟游击根据地。日本宣布投降后，正在南下途中的南下第三支队奉命去东北。司令员文年生，政治委员雷经天，副司令员卢绍武，副政治委员冼恒汉（未去），参谋长欧阳家祥，政治部主任卓雄，副主任谢镗忠。
- 警备第一旅
- 八路军总部警卫团

## 河南军区

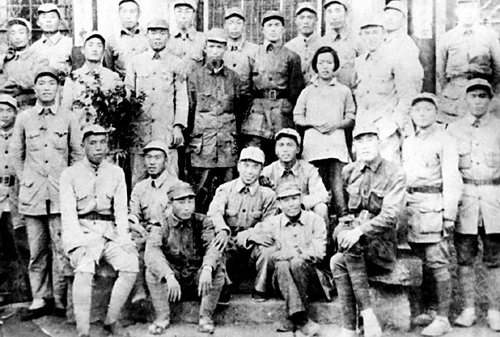
1944年，河南人民抗日军第一支队组建，图为支队干部出发前留影

根据中共中央1944年7月25日决定，太行、太岳、晋绥军区以及陕甘宁晋绥联防军从1944年9月至1945年3月，陆续组建了5个游击支队挺进河南西部，1945年成立河南军区。司令员王树声，政治委员戴季英，副政治委员刘子久，参谋长熊伯涛，政治部主任吕振球。
- 第一支队兼第一军分区司令员皮定均，政治委员徐子荣，副支队长方升普，副政治委员兼政治部主任郭林祥，参谋长熊心乐
  - 第3团：团长钟发生，政治委员陈行庚
  - 第35团：团长王诚汉，政治委员马毅之
- 第二支队兼第二军分区司令员刘聚奎，政治委员韩钧，副支队长闵学胜、孔令甫（后），副政治委员贺崇升，参谋长郭庆祥，政治部主任王成林
  - 第18团：团长闵学胜（兼），政治委员王成林（兼）
  - 第59团：团长张春森，政治委员薛文禹
  - 特务团
  - 河防支队
- 第三支队司令员兼政治委员陈先瑞，副司令员李学先，参谋长杜尚初，政治部主任傅忠海
  - 警备第2团
  - 第7团（10月由联防军警一旅第二团分编），团长黄朝天，政治委员李书权
  - 第九团（10月由联防军警一旅第二团分编）：团长孙光，政治委员李庆柳
- 第四支队（10月由联防军三八五旅七七○团扩编组成）：司令员兼政治委员张才千，参谋长李迎希，政治部主任刘健挺
  - 第10团：团长卜万科，政治委员叶世政
  - 第12团
- 第六支队司令员刘昌义，政治委员张力雄
  - 第36团
  - 第37团
- 豫西支队兼伊洛军分区司令员张俭石，政治委员刘苗挺

## 陕甘宁晋绥联防军
根据中共中央军委1942年5月31日决定，陕甘宁晋绥联防军于延安成立，归中央军委直接指挥。继而根据中央军委同年9月15日命令，留守兵团司令部与联防司令部合并，对外保留留守兵团名义。司令员贺龙、政治委员高岗、副司令员徐向前、王世泰、副政治委员谭政、参谋长阎揆要、副参谋长陈伯钧、政治部主任甘泗淇、副主任张仲良

### 司令部
- 司令部
  - 机要科：科长慕子浚

- 参谋处
  - 第1科：科长陈美福、副科长张松涛
  - 第2科：
  - 第3科：副科长曹庆良
  - 第4科：科长黄运昌
- 直属政治处：主任王兴有

- 政治部
  - 组织部：
  - 宣传部：部长肖向荣
  - 锄奸部：部长欧阳毅、副部长钱益民
  - 总务处：部长熊有刚
  - 秘书处：处长杜平、副处长谢承宗
  - 后勤部：部长徐林
  - 供给部：部长姚醒吾
  - 兵站部：

- 卫生部：部长苏井观
- 军工局：局长李强、副局长刘鼎

### 关中军分区警备第1旅
- 关中军分区警备第1旅：司令员兼旅长高锦纯、政治委员张德生、副司令员汪峰、杨拯、参谋长汪锋（兼）、政治部主任牛书申、副主任余洪远
  - 第1团：团长陈国栋、政治委员王四海、副团长牛刚、参谋长左文耀、政治处主任王四海（兼）
  - 第2团：团长于占彪、政治委员刘永培、参谋长曾志山、政治处主任胡炳坤
  - 第3团：团长刘懋功、政治委员李宗贵、副团长李启贤副、政治委员陈克功、参谋长李启贤、政治处主任陈克功

### 陇东军分区兼第385旅
- 陇东军分区兼第385旅：司令员兼旅长王维舟、副司令员黄罗斌、副旅长黄罗斌（兼）、副政治委员高朗亭、副参谋长李家益
  - 第4团：团长白寿康、政治委员曹广化、参谋长郭玉兰
  - 第5团：团长吴保山、副团长徐国珍、政治处主任李桂林、副参谋长胡文富

### 三边军分区兼警备第3旅
- 三边军分区兼警备第3旅：司令员兼旅长贺晋年、副旅长吕岱峰、参谋长张文舟、政治部主任郭炳坤
  - 第7团：团长刘殿英、政治委员左爱、副团长冯有才、参谋长张涛、政治处主任曹光芝
  - 第8团：团长郭宝珊、政治委员高维嵩、副团长王仁发、参谋长王仁发、政治处主任王学礼
  - 第9团：团长罗元忻、政治委员刘昌汉、副团长吴子明、参谋长刘宫生、政治处主任李洪斌
  - 骑兵团：团长曹动之、政治委员曹志高、副团长宋飞、参谋长冯鼎三
  - 绥德军分区：团长王季龙、政治委员王季龙、参谋长胡登高
  - 骑兵团：团长范昌标、政治委员熊光焰

### 教导旅
- 教导旅：旅长兼政治委员罗元发、副旅长邱蔚、副政治委员饶正锡、参谋长陈海涵、政治部主任饶正锡、副主任刘绍文
  - 第1团：团长罗绍伟、政治委员关盛志、政治处主任魏志明
  - 第5团：团长宋玉琳、政治委员钟元辉、参谋长杜先锋
  - 第9团：团长王延州、参谋长密亚光
  - 第34团：政治委员刘福
  - 独立团：团长刘正恒、参谋长杨世明
  - 回民支队：支队长马凤舞、参谋长杨杰一、政治部主任范子九

### 新编第4旅
- 新编第4旅旅长张贤约、政治委员徐立清、政治部主任黄振棠、副主任赵光远
  - 第771团：团长吴宗先、政治委员张世恭、副团长吴永正、政治部主任于春山
  - 第16团：团长程悦长、政治委员常祥春、参谋长林克夫、政治部主任高号平
  - 第25团：团长葛海洲、政治委员袁学凯、政治部主任褚南声

### 新编第359旅（原359旅留守部队）
- 新编第359旅旅长苏进、政治委员晏福生、副旅长廖纲绍、参谋长刘传连、政治部主任李信